# Sommer-Paralympics 2008/Teilnehmer (Mexiko)
| stlisierte Goldmedaille | stlisierte Silbermedaille | stlisierte Bronzemedaille |
| ----------------------- | ------------------------- | ------------------------- |
| 10                      | 3                         | 7                         |

Mexiko nahm mit 73 Sportlern an den Sommer-Paralympics 2008 im chinesischen Peking teil.
Fahnenträger bei der Eröffnungsfeier war der Leichtathlet Saul Mendoza.
Erfolgreichste Sportlerin des Teams war die Schwimmerin Nely Miranda mit zwei Goldmedaillen. In der Medaillenwertung der Nationen belegte Mexiko mit 10 Goldmedaillen den 14. Platz. Mit der Gesamtzahl von 20 Medaillen kamen sie auf den 20. Rang.

## Teilnehmer nach Sportarten

### Judo
Frauen
- Lenia Ruvalcaba, 1×  (Klasse bis 70 kg)

Männer
- Eduardo Avila, 1×  (Klasse bis 73 kg)

### Leichtathletik
Frauen
- Yazmith Bataz
- Perla Bustamente, 1×  (100 Meter, Klasse T42)
- Evelyn Enciso
- Floralia Estrada
- Dora Garcia
- Ariadne Hernandez
- Leticia Ochoa
- Angeles Ortiz, 1×  (Kugelstoßen, Klasse F57/58)
- Esther Rivera
- Catalina Rosales
- Estela Salas
- Gloria Sanchez
- Azucena Saucedo
- Jeny Velazco, 1×  (Speerwerfen, Klasse F57/58)

Männer
- Margarito Alonso
- Constantino Angeles
- Moises Beristain
- Benjamin Cardozo
- Fernando Del Rosario
- Aaron Gordian
- Salvador Hernandez
- Luis Herrera
- Andres Juarez
- Nicolás Ledesma
- Rodrigo Loa
- Mauro Maximo, 1×  (Kugelstoßen, Klasse F53/54)
- Saúl Mendoza
- Pedro Meza
- Adrian Paz
- Vicente Pérez
- Jaime Ramírez Valencia
- Enrique Sanchez
- Fernando Sánchez
- Freddy Sandoval
- Mario Santillan, 1×  (Marathon, Klasse T46), 1×  (5000 Meter, Klasse T46)
- Gonzalo Valdovinos
- Rodrigo Villegas
- Luis Zapien
- Alfonso Zaragoza
- Felix Zepeda, 1×  (Speerwerfen, Klasse F53/54)

### Powerlifting (Bankdrücken)
Frauen
- Perla Patricia Barcenas, 1×   (Klasse bis 82,5 kg)
- Laura Cerero, 1×  (Klasse bis 40 kg)
- Catalina Diaz
- Amalia Perez, 1×  (Klasse bis 52 kg)

Männer
- Porfirio Arredondo
- Jesus Castillo

### Radsport
Männer
- Edgar Navarro

### Sitzvolleyball
Bei den Wettbewerben im Sitzvolleyball gewann die Frauenmannschaft eine Goldmedaille. Die Herrenmannschaft hingegen gewann keine Medaille.
| Frauen |
| --- |
| - Rosa Camara Arango - Wendy Garcia Amador - Rubicela Guzman Acosta - Claudia Magali Miranda - Anaisa Perez Pacheco - Patricia Rodriguez Velazquez - Rocio Torres Lopez - Alma Torres Rodriguez - Lucia Vazquez Delgadillo - Cecilia Vazquez Suarez - Rosa Herlinda Vera |

### Schwimmen
Frauen
- Doramitzi Gonzalez, 1×  (50 Meter Freistil, Klasse S6), 1×  (100 Meter Freistil, Klasse S6)
- Virginia Hernandez
- Nely Miranda, 2×  (50 Meter + 100 Meter Freistil, Klasse S4)
- Nadia Porras
- Fabiola Ramirez
- Patricia Valle, 1×  (50 Meter Freistil, Klasse S3), 1×  (150 Meter Lagen, Klasse SM4)

Männer
- Jose Castorena
- Vidal Dominguez
- Pedro Rangel, 1×  (100 Meter Brust, Klasse SB5)
- Juan Reyes, 1×  (50 Meter Rücken, Klasse S4)
- Christopher Tronco

### Tischtennis
Frauen
- Teresa Arenales
- Maria Peredes